# Mendon (Missouri)
Pour les articles homonymes, voir Mendon (homonymie).
Mendon est une ville du comté de Chariton, dans le Missouri, aux États-Unis,. Située au nord-ouest du comté, elle est créée en 1871 et incorporée en 1890.

## Démographie
Lors du recensement de 2010, la ville comptait une population de 171 habitants. Elle est estimée, en 2016, à 165 habitants.

## Source de la traduction
- (en) Cet article est partiellement ou en totalité issu de l’article de Wikipédia en anglais intitulé « Mendon, Missouri » (voir la liste des auteurs).